# A Mighty Heart
A Mighty Heart is een Amerikaanse film uit 2007 onder regie van Michael Winterbottom. Het verhaal is gebaseerd op het boek A Mighty Heart: The Brave Life & Death of My Husband Daniel Pearl van Mariane Pearl, dat gaat over de waargebeurde ontvoering en moord op haar man, de Amerikaanse oorlogsverslaggever Daniel Pearl.

## Verhaal
Daniel "Danny" Pearl (Dan Futterman) is een Amerikaanse verslaggever van Joodse afkomst, die werkt voor The Wall Street Journal. Hij reist in 2002 samen met zijn zwangere vrouw Mariane (Angelina Jolie), eveneens verslaggeefster, naar Karachi om verslag te doen van de oorlog tussen de Verenigde Staten en Afghanistan. Voor een vraaggesprek met een terroristenleider dat hij denkt geregeld te hebben, neemt hij een taxi, waarna hij 's avonds niet thuiskomt. Pearl blijkt ontvoerd door aanhangers van Khalid Sjeik Mohammed, een terrorist van Al Qaida. Mariane probeert samen met de Indiase verslaggever Asra Q. Nomani (Archie Panjabi) en de lokale autoriteiten te achterhalen waar haar man is en hoe het met hem gaat. Ze wordt daarbij bedolven onder misverstanden over de identiteit van Daniel en valse persoonsgegevens van zijn ontvoerders.
Negen dagen en verschillende via de computer verstuurde foto's van Daniel later, worden de autoriteiten ingelicht over het lot van Daniel Pearl. Ze ontvangen een filmpje waarin hij onthoofd wordt (waarvan de film geen beelden bevat).

## Rolverdeling
- Mohammed Afzal - Shabir
- Mushtaq Khan - Danny's taxichauffeur
- Daud Khan - Masud
- Telal Saeed - Kaleem Yusuf
- Arif Khan - Marianes taxichauffeur
- Tipu Taheer - directeur
- Amit Dhawan - technisch supervisor
- Denis O'Hare - John Bussey

## Prijzen en nominaties
- 2007 - Teen Choice Award
  - Genomineerd: Beste actrice (Angelina Jolie)

## Trivia
- Oorspronkelijk was de rol van Mariane Pearl bestemd voor Jennifer Aniston.